# Byron Mallott
Byron Ivar Mallott (Yakutat, 6 de abril de 1943 – Anchorage, 8 de maio de 2020) foi um político e empresário estado-unidense do estado do Alasca. Foi um líder nativo do Alasca do povo Tlingit. Foi o 12.º vice-governador do Alasca e anteriormente serviu como prefeito de Yakutat, prefeito de Juneau, e presidente da Federação de nativos do Alasca e diretor executivo do Alaska Permanent Fund.
Mallott era o candidato democrata para governador do Governador Alasca em 2014, até que ele concordou em tornar-se o candidato a vice-governador do candidato independente Bill Walker. Walker e Mallott venceram a eleição e tomaram posse em 1º de dezembro de 2014.

## Juventude e início da carreira

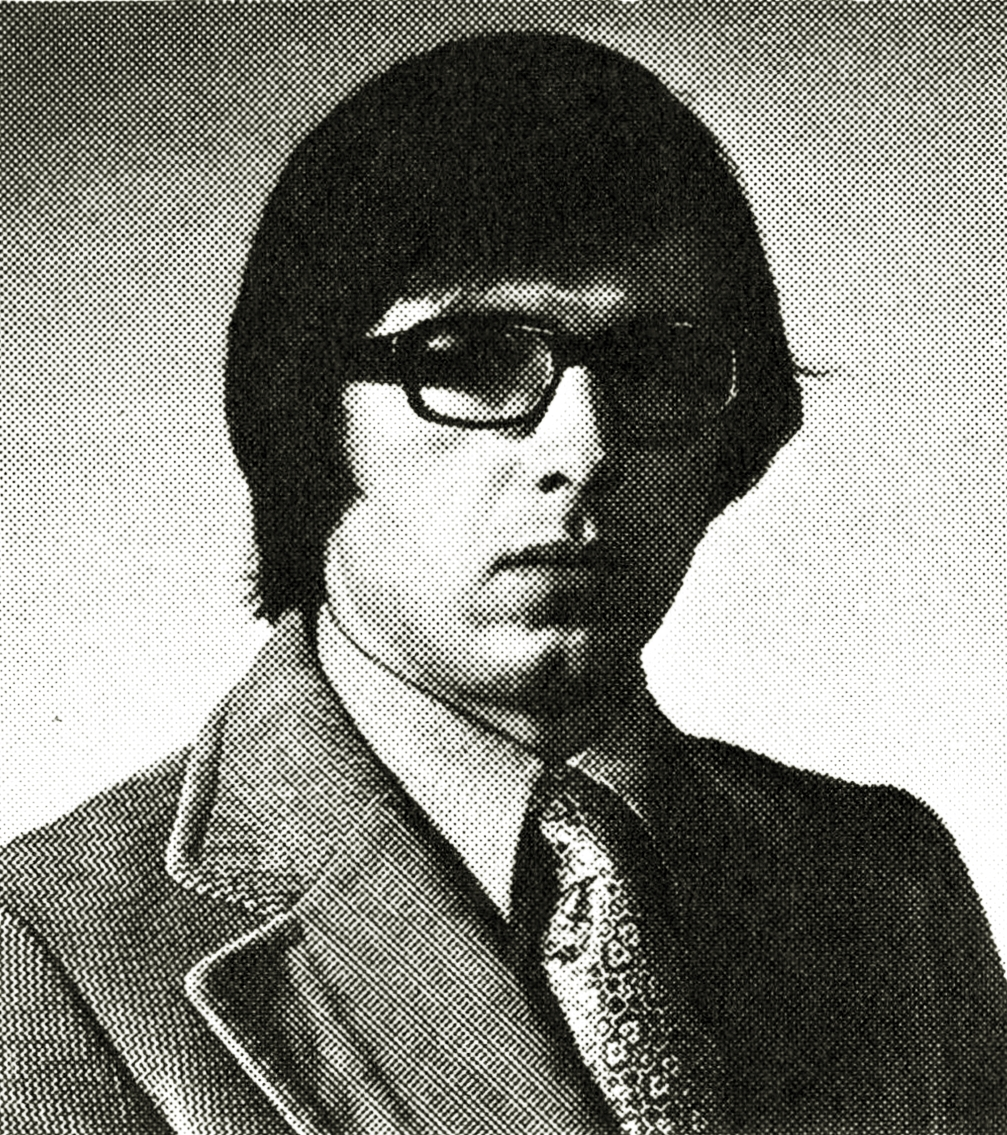
Mallott como comissário do DCRA em 1973

Byron I. Mallott nasceu no dia 6 de abril de 1943 em Yakutat, Alaska. O pai dele criou uma loja em um dos quartos da casa da família em 1946. Byron passou a maior parte de sua infância vivendo em Yakutat. Ele se na Faculdade Sheldon Jackson e estudou por vários anos na Universidade de Western Washington
Sua carreira política iniciou-se inesperadamente em 1965. Seu pai, que trabalhou como prefeito de Yakutat durante a maior parte da sua existência (Yakutat se tornou uma cidade em 1948), faleceu. Ele largou a faculdade e retornou à Yakutat, concorreu para substitui-lo e venceu. Ele tinha 22 anos de idade na época. Ele saiu do cargo antes do fim do seu mandato, conseguindo um cargo no gabinete do Governador William Egan durante o fim de seu primeiro mandato.
Após a derrota de Egan em sua tentativa de reeleição Walter Hickel em 1966, Mallott retornou a Yakutat e trabalhou no conselho municipal. Ele também trabalhou como funcionário especial do senador americano Mike Gravel durante o início de seu primeiro mandato.
Após Egan se eleger governador novamente em 1970, Mallott voltou ao trabalhar para ele em 1971, onde ele cuidou dos assuntos locais. O seu cargo foi modificado e transformado no Alaska Department of Community and Regional Affairs quando a câmara estadual criou o departamento no ano seguinte. Mallott se tornou o primeiro comissário do departamento, ficando no cargo até 1974.
Além disso, ele foi prefeito de Juneau de 1994 a 1995, quando o seu antecessor Jamie Parsons recusou-se a concorrer a reeleição na cidade após um mandato no cargo. Ele renunciou ao cargo após pouco mais de três meses, após ele ter sido escolhido para dirigir o Alaska Permanent Fund. Mallott enfrentou criticas duras quando ele inicialmente anunciou que ele poderia ocupar os dois cargos ao mesmo tempo, que fizeram com que ele renunciasse ao cargo de prefeito. Mallott foi sucedido por Dennis Egan.

## Eleições para governador 2014
Em 2 de setembro de 2013, Mallott anunciou que ele concorreria às primárias democratas para governador nas eleições de 2014. Em 19 de agosto do ano seguinte, ele venceu as primárias democratas com 80% dos votos.
No dia 2 de setembro, o candidato independente Bill Walker e Mallott uniram suas campanhas para que nas eleições de novembro eles aparecessem com uma candidatura independente, a qual o Partido Democrata do Alasca endorsou. Mallot acabou como vice-candidato de Walker. Eles venceram a eleição no dia 14 de novembro de 2014.

## Vida pessoal e morte
Byron Mallott foi casado durante muitas décadas com Antoinette "Toni", uma professora aposentada que gastou a maior parte de sua carreira ensinando no ensino fundamental no distrito escolar de Juneau. Eles têm cinco filhos e vivem em West Juneau, uma vizinhança localizado próximo da Ilha de Douglas perto do centro de Juneau.
Morreu no dia 8 de maio de 2020 em Anchorage, aos 77 anos, de ataque cardíaco.